# Downton Abbey (film)
Downton Abbey är en brittisk dramafilm från 2019 baserad på TV-serien med samma namn, skriven av Julian Fellowes och regisserad av Michael Engler. Flera av skådespelarna från tv-serien kan ses i filmen, bland annat Hugh Bonneville, Jim Carter, Michelle Dockery, Elizabeth McGovern, Maggie Smith och Penelope Wilton.
Filmen hade premiär i Sverige den 13 september 2019, utgiven av Universal Pictures.

## Handling
Filmen utspelar sig under 1927 och handlar om ett kungligt besök på Downton Abbey av Georg V och drottning Mary.

## Rollista
- Hugh Bonneville – Robert Crawley, earl av Grantham
- Laura Carmichael – Lady Edith Pelham
- Jim Carter – Mr Charles Carson, butler
- Raquel Cassidy – Phyllis Baxter
- Brendan Coyle – John Bates
- Michelle Dockery – Lady Mary Talbot
- Kevin Doyle – Joseph Molesley
- Michael C. Fox – Andrew "Andy" Parker
- Joanne Froggatt – Anna Bates
- Matthew Goode – Henry Talbot
- Harry Hadden-Paton – Herbert "Bertie" Pelham
- Rob James-Collier – Thomas Barrow
- Allen Leech – Tom Branson
- Phyllis Logan – Elsie Carson
- Elizabeth McGovern – Cora Crawley, grevinna av Grantham
- Sophie McShera – Daisy Mason
- Lesley Nicol – Beryl Patmore
- Douglas Reith – Richard "Dickie" Grey, Baron Merton
- Maggie Smith – Violet Crawley, änkegrevinna av Grantham
- Penelope Wilton – Mrs Isobel Crawley